# Bajocien
Stratigraphie
Aalénien Bathonien
Le Bajocien est un étage du Jurassique moyen ou Dogger, correspondant à une durée d'environ 2 millions d'années, pour un âge compris entre 170,9 ± 0,8 Ma et 168,2 ± 1,2 Ma. Il est précédé par l'Aalénien et suivi par le Bathonien.

## Historique et étymologie
L'étage Bajocien a été défini par le naturaliste et paléontologue français Alcide d'Orbigny en 1850,.
Le mot de Bajocien est formé à partir du radical du nom gallo-romain de la ville de Bayeux, Bajocae, issu du nom du peuple celte des Bajocasses.

## Stratotype

### Stratotype historique
Le stratotype a été initialement décrit dans la région de Bayeux, ville du département du Calvados et de la région Basse-Normandie (France) par Alcide d'Orbigny qui a formé le mot « Bajocien » pour décrire les calcaires du Jurassique (dont des calcaires oolithiques ferrugineux) exploités dans les carrières de la région et exposés en falaises sur la côte normande aux Hachettes. Alcide d'Orbigny a créé le Bajocien en amputant le Bathonien, qui venait d'être créé par le géologue belge Jean-Baptiste-Julien d'Omalius d'Halloy, de sa partie inférieure.
Au colloque sur le Jurassique du Luxembourg de 1962, la section stratigraphique de Sainte-Honorine-des-Pertes (Calvados, France) a été proposée et acceptée comme stratotype du Bajocien,.
Une révision stratigraphique générale en 1994 a montré cependant que les stratotypes normands étaient incomplets (lacunes stratigraphiques et niveaux condensés) et ne pouvaient donc pas servir de stratotype de référence mondiale.

### Stratotype, PSM
La commission stratigraphique internationale et l'Union internationale des sciences géologiques (UISG) ont choisi les affleurements d'alternances de calcaires et de marnes de Murtinheira sur la côte atlantique à Cabo Mondego entre Lisbonne et Porto, au Portugal, comme nouveau stratotype du Bajocien en 1996.
Le Point Stratotypique Mondial (PSM) déterminant la base de l'étage a été sélectionné au sein de ces faciès qui témoignent d'une sédimentation régulière sans hiatus significatif. La section stratigraphique de Cabo Mondego montre une exposition continue de calcaires, marnes et argiles d'âge Toarcien supérieur à Callovien, riches en macrofossiles (ammonites) et microfossiles. Elle est facile d'accès, se composant de falaises en bordure de mer. Le Bajocien débute à la base du lit AB11, au point situé à 77,8 m au-dessus de la base de la section Murtinheira à Cabo Mondego. Le lit AB11 se définit comme le lieu de la première apparition de l'espèce d'ammonite Hyperlioceras mundum et d'autres ammonites associées : Hyperlioceras furcatum, Bratinsina aspera et Bratinsina elegantula. Sur le site de Cabo Mondego, on note également une bonne corrélation géomagnétique avec une inversion du champ magnétique de la Terre (passant d'une polarité inverse à une polarité normale) à la base de l'étage bajocien.
Une section stratigraphique auxiliaire au stratotype du Bajocien a également été définie en 1994. Elle se situe dans l'île de Skye en Écosse, à la base du banc U10 de la falaise de la baie de Bearreraig. Cette section est complémentaire de celle de Cabo Mondego, en particulier dans la documentation de la transition évolutive entre les genres d'ammonites Graphoceras et Hyperlioceras à la base du Bajocien.
Le PSM de la base de l'étage Bathonien, qui vient après le Bajocien et délimite son sommet, a été défini en France dans le département des Alpes-de-Haute-Provence.

## Subdivisions
Les ammonites sont les principaux fossiles stratigraphiques du Bajocien,. Les nanofossiles calcaires sont également utilisés pour la biozonation de l'étage.
| Étage    | Sous-étage | Zone           |
| -------- | ---------- | -------------- |
| Bajocien | supérieur  | Parkinsoni     |
| Bajocien | supérieur  | Garantiana     |
| Bajocien | supérieur  | Niortense      |
| Bajocien | inférieur  | Humphriesianum |
| Bajocien | inférieur  | Sauzei         |
| Bajocien | inférieur  | Laeviuscula    |
| Bajocien | inférieur  | Discites       |

## Paléogéographie et faciès

### Section stratigraphique de Sainte-Honorine-des-Pertes
- calcaire à spongiaires
- oolithe ferrugineuse de Bayeux
- conglomérat de Bayeux dont les éléments les plus gros sont des oncolithes ferrugineuses
- la couche verte
- meulière (en partie supérieure) constituée d'une alternance de calcaires gris beige contenant de la glauconie et de bancs siliceux verts tabulaires[7].

| Affleurement             | Localisation | Description | Photo |
| ------------------------ | ------------ | --- | ----- |
| Estran de Port-en-Bessin | Calvados     | Calcaire à spongiaires du Bajocien, affleurant au niveau de l'estran et supportant des falaises de la formation des marnes de Port datant du Bathonien. |       |

## Paléontologie
- Céphalopodes dont des ammonites
- Gastéropodes dont Bourguetia striata
- Spongiaires
- Échinodermes
- Bryozoaires
- Brachiopodes
- Lamellibranches dont Pholadomya lirata.